# Gildas Philippe
Gildas Philippe (Douarnenez, 2 de abril de 1973) es un deportista francés que compitió en vela en la clase 470.
Ganó tres medallas en el Campeonato Mundial de 470 entre los años 1998 y 2005, y tres medallas en el Campeonato Europeo de 470 entre los años 1999 y 2003. Participó en dos Juegos Olímpicos de Verano, en los años 2000 y 2004, ocupando el quinto lugar en Atenas 2004.

## Palmarés internacional
| \| Campeonato Mundial \| Campeonato Mundial \| Campeonato Mundial \| Campeonato Mundial \| \| Año \| Lugar \| Medalla \| Clase \| \| ------------------ \| ------------------------------ \| ------------------ \| ------------------ \| \| 1998 \| El Arenal (España) \| Medalla de oro \| 470 \| \| 2000 \| Balatonfüred (Hungría) \| Medalla de plata \| 470 \| \| 2005 \| San Francisco (Estados Unidos) \| Medalla de bronce \| 470 \| \| Campeonato Europeo \| \| \| \| \| Año \| Lugar \| Medalla \| Clase \| \| 1999 \| Zadar (Croacia) \| Medalla de bronce \| 470 \| \| 2000 \| Malcesine (Italia) \| Medalla de oro \| 470 \| \| 2003 \| Brest (Francia) \| Medalla de oro \| 470 \| |                                |                   |       |
| Campeonato Mundial |                                |                   |       |
| Año | Lugar                          | Medalla           | Clase |
| 1998 | El Arenal (España)             | Medalla de oro    | 470   |
| 2000 | Balatonfüred (Hungría)         | Medalla de plata  | 470   |
| 2005 | San Francisco (Estados Unidos) | Medalla de bronce | 470   |
| Campeonato Europeo |                                |                   |       |
| Año | Lugar                          | Medalla           | Clase |
| 1999 | Zadar (Croacia)                | Medalla de bronce | 470   |
| 2000 | Malcesine (Italia)             | Medalla de oro    | 470   |
| 2003 | Brest (Francia)                | Medalla de oro    | 470   |